# North Bonneville
North Bonneville é uma cidade localizada no estado norte-americano de Washington, no Condado de Skamania.

## Demografia
Segundo o censo norte-americano de 2000, a sua população era de 593 habitantes.
Em 2006, foi estimada uma população de 750, um aumento de 157 (26.5%).

## Geografia
De acordo com o United States Census Bureau tem uma área de
6,7 km², dos quais 6,2 km² cobertos por terra e 0,5 km² cobertos por água.

## Localidades na vizinhança
O diagrama seguinte representa as localidades num raio de 32 km ao redor de North Bonneville.